# 福島県社会人サッカーリーグ
福島県社会人サッカーリーグ（ふくしまけんしゃかいじんサッカーリーグ）は、全国の各都道府県にあるサッカーの都道府県リーグのひとつで、福島県のサッカークラブチームが参加している。
2025年現在では第51回を数える。

## 概要・レギュレーション
福島県社会人サッカーリーグは3部で構成される（2025年度）。各リーグともに2回戦総当たりで行う。3部は東西2ブロックに分かれていたが、参加チーム数の減少に伴い2022年から統合された。
- 1部（5チーム）
- 2部（6チーム）
- 3部（5チーム）

都道府県リーグでは唯一、同勝ち点で並んだ際の順位決定方法において得失点差ではなく当該チーム間の対戦成績を優先している。

### 昇格・降格について
- 1部優勝チームは東北社会人サッカーリーグ2部昇格参入戦に進出。宮城県・山形県リーグ優勝チームまたは東北リーグ2部南下位チームのいずれかと1試合を行い、勝つと東北リーグ2部南に昇格。
  - 2012年までは各県リーグ1部優勝チームによる南東北3県リーグチャレンジマッチが行われていた[3]。
  - 2012年から2021年までは1部優勝チームが自動昇格していた。
- 1部5位・6位は2部に自動降格。2部1位・2位は1部に自動昇格。
- 2部5位・6位は3部に自動降格。3部1位・2位は2部に自動昇格。
  - 2020年は新型コロナウイルスの影響により後期のみの1回戦総当たりとなり、県リーグ間での昇降格は行われなかった。このため2021年の1部リーグは5チームとなり、同年も各リーグ1回戦総当たりで実施された（昇降格は例年通り）[4]。

なお、昇降格に関してはJFL・東北リーグの昇格降格数により変更があり、詳しくは社会人連盟により協議のうえ決定する。

## 所属クラブ（2025年）

### 1部
- 喜多方FC
- FC beau belle
- VIOLET'S信夫DREAM
- ASA平東部FC
- MILES

### 2部
- FCアルカトラズ
- 北芝電機
- FCスフィダンテ相馬
- NAKOSO FC
- いわき市役所サッカー部
- ビアンコーネ福島

### 3部
- NC倶楽部
- 河東FC
- フリーダム
- グロリーズ福島
- 福島市役所SC

## 歴代優勝チーム

### 1部
- 第28回（2002年）ノーザンピークス郡山
- 第29回（2003年）呉羽化学サッカー部
- 第30回（2004年）FCペラーダ福島
- 第31回（2005年）FCペラーダ福島
- 第32回（2006年）相馬SC
- 第33回（2007年）バンディッツいわきFC
- 第34回（2008年）メリー
- 第35回（2009年）FCシャイネン福島
- 第36回（2010年）クレハサッカー部
- 第37回（2011年）F.F.C.松下
- 第38回（2012年）相馬SC
- 第39回（2013年）クレハサッカー部
- 第40回（2014年）安積Scorpion
- 第41回（2015年）クレハサッカー部
- 第42回（2016年）会津オリンパスサッカー部
- 第43回（2017年）いわきFC
- 第44回（2018年）F.F.C.松下
- 第45回（2019年）相馬SC
- 第46回（2020年）いわき古河FC
- 第47回（2021年）F.F.C.松下
- 第48回（2022年）シャンオーレ郡山FC[5]
- 第49回（2023年）シャンオーレ郡山FC
- 第50回（2024年）喜多方FC